# ホソヘリカメムシ
ホソヘリカメムシ（学名: Riptortus pedestris）は、カメムシ目ホソヘリカメムシ科に属する昆虫の1種である。マメ科の作物栽培における害虫の一種として扱われている。

## 形態
成虫の腹には黄色と黒の縞模様があるが、ふだんは羽に隠れて見えない。飛翔するとこの模様が現れ、ハチに似て見える。雄の成虫の後脚腿節が不釣り合いに太く、その内側に棘の列がある。
幼虫の体型は、黒っぽい色で、頭と胸、胸と腹のくびれが大きい。歩く様子も含め、アリによく似ている。
いわゆるカメムシ臭ではないが、ホソヘリカメムシも臭いにおいは出す。

## 分布
北海道から南西諸島までの日本、朝鮮半島・台湾、中国、マレー半島。

## 分類
ホソヘリカメムシの学名は2000年代まで Riptortus clavatus であったが、2005年に再分類され、clavatusは大陸に分布する Riptortus pedestris のシノニムになった。R. pedestris にはキボシホソヘリカメムシという和名があったが、なじみがないキボシの名を廃し、ホソヘリカメムシを残した。

## 生態

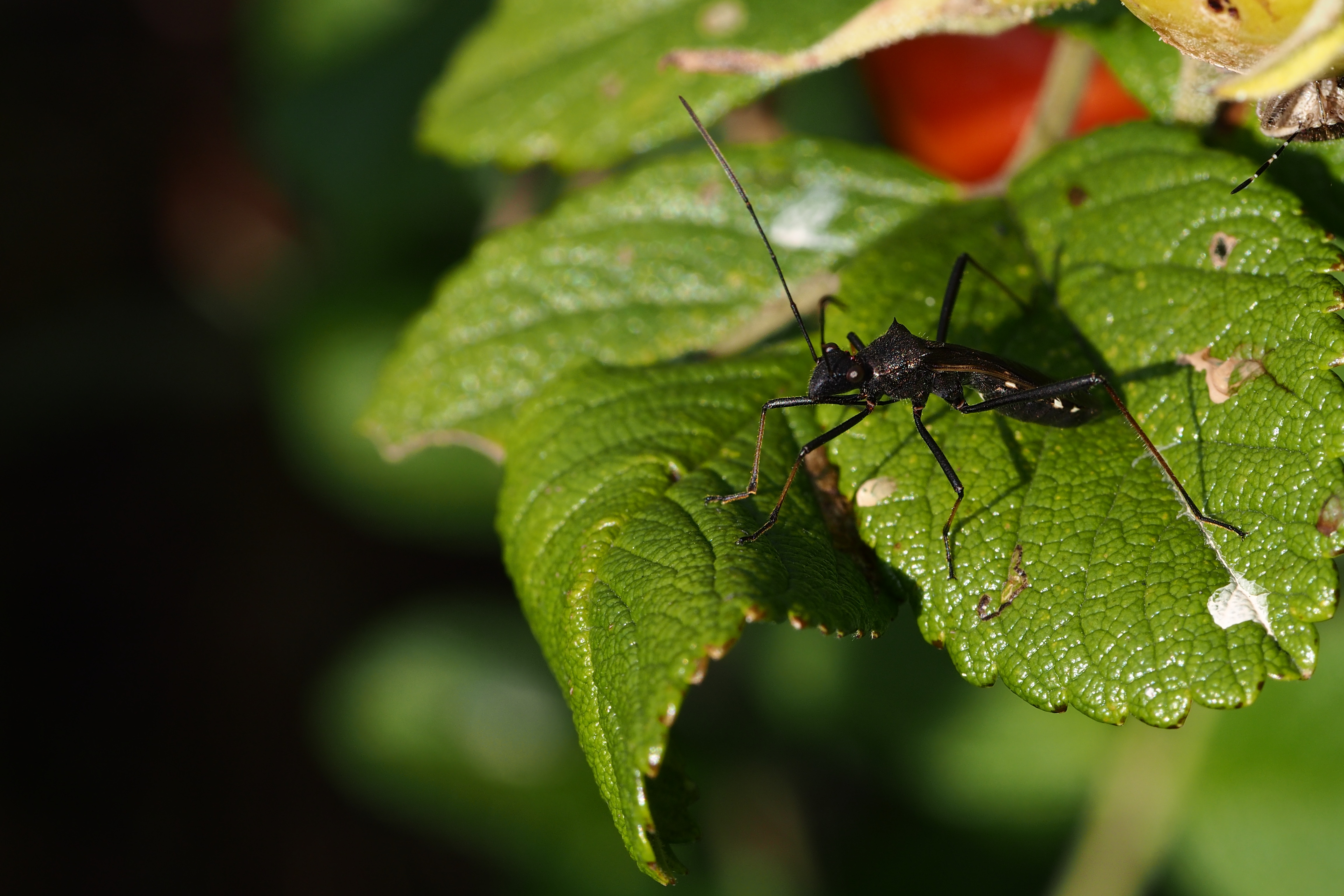
ホソヘリカメムシの幼虫と思われる個体（2014年8月、札幌市）

卵から出たばかりの1齢幼虫は、何も食べずに脱皮し、2齢幼虫になる。2齢幼虫が移動して食草にたどりつく。幼虫はふだんは分散して暮らしているが、脱皮の直前に集まり、脱皮集団を作る。幼虫は1齢から5齢までで20から30日を経過し、次には羽化して成虫になる。
成虫が完全な飛翔能力を獲得するには羽化後2、3日かかる。日照時間が長いときに限り、雄は成虫になって5日目の頃から交尾しようとする。雌が食草に集まると、雄は雌の居場所を縄張りとし、縄張りをめぐって争う。争いでは棘がついた後ろ足で相手をはさみつけるという方法がとられ、後脚腿節が長いものが有利になる。
年間の発生回数は気候によって変わる。北海道では1、東北で2、関東以西で3回の世代を重ねているようである。
冬には集団を作らず、草の根元や落ち葉の下で成虫が越冬するらしい。林床にはほとんど見られない。

### 食草
幼虫、成虫とも様々なマメ科植物の子実を吸汁し、ダイズ、ササゲなどの豆類栽培において重要害虫である。茨城県での調査によれば、ゲンゲ（レンゲ）、ムラサキツメクサ（アカクローバ）、ダイズと次々に移ることで春から秋まで発生を続けるようである。イネ科に付いて斑点米の原因となることもある。イチゴ、ナシ、カキ、ゴマ、サツマイモ、柑橘類にも加害する。
温度条件を満たせば、市販の乾燥大豆と水で飼育できる。

### 共生細菌
カメムシ類は体内に共生細菌を持つことが普通で、ホソヘリカメムシも中腸にある盲嚢という袋状の組織にブルクホルデリア属の細菌1種を共生させている。この細菌は土壌中に普通に存在し、ホソヘリカメムシが主に2齢幼虫のときに口から摂取する。親から受け渡されるわけではない。あとは鞭毛で動いて盲嚢に到達するが、他種の菌は何か不明の仕組みによって到達を阻まれる。
大豆害虫のホソヘリカメムシは、農薬として使用されている有機リン系殺虫剤の1種であるフェニトロチオンに対して耐性を獲得することがある。その原因が、この共生細菌の働きであることがわかってきた。この細菌の中には農薬を分解して栄養源にするものと、それができないものもあるが、農薬が散布された土壌では、農薬を分解する能力を持つものが増殖する。するとカメムシが耐性菌を摂取する可能性が増し、カメムシにも農薬耐性がつく、という流れである。

### 集合フェロモン
ホソヘリカメムシの雄は、成虫と幼虫、特に2齢幼虫を集める集合フェロモンを発散する。その成分は(E)−2−hexenyl (E)−2−hexenoate と (E)−2−hexenyl (Z)−3−hexenoate と tetradecyl isobutyrate の3つである。3成分の混合物でなければ機能しない。
ホソヘリカメムシの2齢幼虫は、歩いて食草にたどりつくときに、この集合フェロモンに導かれる。幼虫が食草を探し歩かなければならないのは、親が直接食草に産卵しないためである。雄のフェロモンが、幼虫にとっては食草の存在を教える導きになっているようである。

### 天敵となる寄生バチ
ホソヘリカメムシの卵には、寄生バチのカメムシタマゴトビコバチ、ヘリカメクロタマゴバチ、ホソヘリクロタマゴバチ、トビコバチ科のOoencyrtus属の1種が産卵する。
カメムシタマゴトビコバチの雌はホソヘリカメムシの集合フェロモンに含まれる (E)−2−hexenyl (E)−2−hexenoate に惹かれて集まってくる。これはカメムシの卵に産卵する寄生バチである。ホソヘリカメムシが食草を産卵場所に選ばない理由は、このハチを避けることにあるのではないかと考えられる。つまり、食草には雄成虫がおり、その集合フェロモンが寄生バチを呼び寄せる。そのため、卵の段階では食草から離れて寄生バチをやり過ごし、寄生の恐れがない幼虫の段階で、集合フェロモンに導かれて食草にたどりつくというわけである。
これに対応してか、カメムシタマゴトビコバチは、フェロモンの発生源のすぐ近くを集中探索するのでなく、周辺を探るような行動をとっている。